# Сергиенко, Валерий Иванович (медик)
Вале́рий Ива́нович Сергие́нко (4 января 1949, Москва — 19 августа 2024, Москва) — советский и российский ученый, специалист в области электрохимической и окислительной детоксикации, доктор медицинских наук, профессор. Действительный член РАМН и РАН, член Президиума РАМН, член бюро ОМедН. Заслуженный деятель науки Российской Федерации (2001).

## Биография
- 1972 — Окончил 2-й Московский Ордена Ленина Государственный медицинский институт им. Н. И. Пирогова по специальности «лечебное дело».
- 1976 — Защитил диссертацию на соискание ученой степени кандидата медицинских наук по теме «К вопросу о патогенезе острого панкреатита». Присвоена степень кандидата медицинских наук.
- 1988 — Защитил диссертацию на соискание ученой степени доктора медицинских наук по теме «Эфферентные методы лечения атеросклероза». Присвоена степень доктора медицинских наук.
- 1993 — Присвоено звание профессора.
- 1993—2015 — Председатель диссертационного Совета Д 208.057.01
- 1997—2000 — Руководитель Департамента научно-исследовательских и образовательных учреждений Министерства здравоохранения РФ
- 1999 — Избран членом-корреспондентом Российской академии медицинских наук
- 2000—2017 — Член секции «Медицина и экология» Межведомственного совета по присуждению премий Правительства РФ в области науки и техники
- 2004 — Избран действительным членом (академиком) Российской академии наук
- 2004—2006 — Заместитель руководителя Федерального агентства по здравоохранению и социальному развитию
- 2006—2015 — Директор Федерального государственного бюджетного учреждения науки «Научно-исследовательский институт физико-химической медицины Федерального медико-биологического агентства России» (ФГБУН НИИ ФХМ ФМБА России)
- С 2006 — Председатель Комитета Торгово-промышленной палаты РФ по предпринимательству в здравоохранении и медицинской промышленности[3]
- С 2008 — Член редколлегии журнала «Бюллетень экспериментальной биологии и медицины»[4]
- 2008—2015 Член Президиума ВАК России
- 2010—2013 — Член Президиума Российской академии медицинских наук (РАМН)
- 2011—2016 — Член Правления Торгово-промышленной палаты РФ[3]
- С 2011 — Член Экспертного совета при ФАС России по развитию конкуренции в социальной сфере и здравоохранении
- С 2012 — Председатель Совета НП «Клуб инвесторов фармацевтической и медицинской промышленности»[5]
- С 2013 — Член Бюро Отделения медицинских наук РАН[6]
- С 2015 — Научный руководитель Федерального государственного бюджетного учреждения «Федеральный научно-клинический центр физико-химической медицины Федерального медико-биологического агентства России» (ФГБУ ФНКЦ ФХМ ФМБА России)[7]
- С 2015 — Член редакционного совета журнала «Медицина экстремальных ситуаций»
- С 2016 — Член Совета Торгово-промышленной палаты РФ[8]
- 2018 — Член Общественного совета при Федеральном агентстве научных организаций

Умер утром 19 августа 2024 года в возрасте 75 лет.

## Научная и общественная деятельность
Профессиональная деятельность В. И. Сергиенко связана теоретической и прикладной медициной. Он является создателем нового направления в медицине — биомедицинской электрохимии. Большое внимание в этом разделе исследований уделяется фундаментальным аспектам окислительной детоксикации, в частности изучению механизмов окисления липопротеинов, холестерина, билирубина, фосфолипидов и других компонентов крови. Прикладной аспект работ в области электрохимического окисления связан с созданием установки для получения гипохлорита натрия, как детоксицирующего и дезинфицирующего средства. Эти аппараты получили широкое признание среди клиницистов страны (премия Правительства РФ в области науки и техники 1996 года).
Значительное место в научных исследованиях В. И. Сергиенко занимает разработка теоретических и практических аспектов лечения атеросклероза. Эти исследования были удостоены Государственной премии РСФСР в области науки и техники в 1989 году.
В последние годы под руководством В. И. Сергиенко и при его непосредственном участии разработана технологическая платформа для создания диагностических устройств нового поколения с использованием микрофлюидных технологий.
При непосредственном участии В. И. Сергиенко создана диагностическая система (набор реагентов) «ТБ-тест», предназначенная для обнаружения лекарственно-устойчивых форм туберкулеза с учётом особенностей геномной организации эндемичных для России штаммов M. tuberculosis. Диагностическая чувствительность этой системы составляет не менее 85-90 %, в чём её неоспоримое превосходство над имеющимися аналогами.
Под руководством В. И. Сергиенко и при его непосредственном участии разработан и внедрён в широкую клиническую практику противовирусный препарат «Панавир» (премия Правительства РФ в области науки и техники 2013 года). За последние годы более миллиона пациентов получили лечение этим препаратом.
Под руководством В. И. Сергиенко и при его непосредственном участии были разработаны и внедрены в клиническую практику глазные капли «Севитин», представляющие собой 5 % раствор дипептида карнозина. Препарат применяют для лечения заболеваний глаз, сопровождающихся нарушениями метаболизма и деструкцией различных тканей (язвенные поражения роговицы, кератиты различного генеза, рецидивирующие эрозии роговицы, наследственные и вторичные дистрофии роговицы).
В. И. Сергиенко принадлежит более 60 изобретений. Под его непосредственным руководством защищено 10 докторских и 20 кандидатских диссертаций. Индекс Хирша — 11, количество цитирований свыше 720.

## Награды и премии
- Орден Пирогова (8 ноября 2023) — за большой вклад в развитие медицинской науки и здравоохранения, многолетнюю плодотворную деятельность[12]
- Орден Почёта (2 января 2011) — за достигнутые трудовые успехи и многолетнюю добросовестную работу[13][14]
- Орден Дружбы народов (2 февраля 1994) — за большой вклад в развитие медицинской науки и подготовку высококвалифицированных специалистов для отечественного здравоохранения[15]
- Медаль «В память 850-летия Москвы» (1997)
- Почётное звание «Заслуженный деятель науки Российской Федерации» (24 января 2001) — за заслуги в научной деятельности[16]
- Государственная премия РСФСР в области науки и техники (1989)[17]
- Премия Правительства Российской Федерации в области науки и техники  (1996) — за разработки в области электрохимической и окислительной детоксикации (создание установки для производства гипохлорита натрия как дезагрегационного и дезинцифирующего средства)
- Премия Правительства Российской Федерации в области науки и техники  (2014) — за разработку и внедрение в широкую клиническую практику противовирусного препарата «Панавир»
- Большая золотая медаль имени Н. И. Пирогова РАН (2021) —  за фундаментальные и прикладные исследования в области физико-химической медицины, биомедицинской электрохимии, фармакологии, а также развитие наследия Н. И. Пирогова

## Публикации

### Монографии
- В. Г. Владимиров, В. И. Сергиенко «Острый панкреатит. Экспериментально-клинические исследования» Медицина (1986)
- В. Д. Горчаков, В. И. Сергиенко, В. Г. Владимиров «Селективные гемосорбенты» М.: Медицина (1989)
- A.A. Boldyrev, V.E. Formazyuk, V.I. Sergienko «Biological significance of histidine-containing dipeptides with special reference to carnosine: Chemistry, distribution, metabolism and medical application» In: Soviet Scientific Reviews / Section D. Physicochemical Biology Reviews. Ed by V.P. Skilachev. Vol. 13, Part 1. Harwood Academic Publishers (1994)
- «Как разработать и внедрить национальную лекарственную политику» М.: Издательский дом «Русский врач», под ред. В. И. Стародубова, В. И. Сергиенко, В. В. Береговых (2006)
- В. И. Сергиенко, Р. Джеллифф, И. Б. Бондарева «Прикладная фармакокинетика: основные положения и клиническое применение» М.: Изд-во РАМН (2003)
- В. И. Сергиенко, И. Б. Бондарева «Математическая статистика в клинических исследованиях» ГЕОТАР-Медиа (2003, 2006)
- В. И. Сергиенко, Н. Э. Петросян, Н. А. Неделько, В. Ф. Воронин, Э. А. Петросян «Оперативная хирургия абсцессов, флегмон головы и шеи» М.: ГЭОТАР-МЕД (2005)
- О. А. Азизова, Г. Г. Иванов, С. В. Дриницина, В. И. Сергиенко «Клиническое значение свободнорадикальных процессор и электрофизиологического ремоделирования миокарда при ишемической болезни сердца» М.: Российский университет дружбы народов (2008)

### Учебные пособия
По рекомендации Минздрава включены в учебный курс медицинских вузов страны.
- И. В. Федоров, Е. В. Сигал, В. В. Одинцов «Эндоскопическая хирургия» М.: ГЭОТАР-МЕД, под ред. В. С. Савельева, В. И. Сергиенко (1998)
- В. И. Сергиенко, Э. А. Петросян, А. А. Сухинин «Учебно-методическое пособие по топографической анатомии и оперативной хирургии для студентов стоматологического, педиатрического и лечебного факультетов медицинских вузов» ГЭОТАР-Мед (2001, 2002)
- В. И. Сергиенко, Э. А. Петросян, И. В. Фраучи «Топографическая анатомия и оперативная хирургия» Т. 1, Т. 2 М.: ГЭОТАР-Мед, под ред. Ю. М. Лопухина (2003, 2004, 2007, 2013)
- В. И. Сергиенко, А. А. Кулаков, Н. Э. Петросян, Э. А. Петросян «Пластическая хирургия лица и шеи» М.: ГЕОТАР-Медиа (2005, 2010)
- Э. А. Петросян, А. А. Сухинин, Ю. В. Помещик, Е. В. Востропятова, А. Э. Погосян, З. Ж. Аль Рашид «Хирургический инструментарий». М.: ГЕОТАР-Медиа, под ред. В. И. Сергиенко (2006)